# Chacal (есмінець)
«Шакал» (англ. FS Chacal) — військовий корабель, лідер ескадрених міноносців, типу «Ягуар», що входив до складу Військово-морського флоту Франції у роки Другої світової війни.
«Шакал» був закладений 18 вересня 1923 року на верфі компанії Ateliers et Chantiers de Saint-Nazaire Penhoët у Сен-Назері. 27 вересня 1923 року він був спущений на воду, а 7 жовтня 1926 року увійшов до складу ВМС Франції.
23 травня 1940 року разом з однотипним лідером «Леопард» та ще вісьмома малими есмінцями «Шакал» здійснював вогневу підтримку військ, що опинилися в оточенні на дюнкеркських пляжах. Вночі з 23 на 24 травня був серйозно пошкоджений німецькою авіацією під час нальоту 40 Ju-87 I. та III./StG.2 на порт Кале, вимушено викинувся на мілину між Амблетез і Вімере, де був залишений екіпажем.